# Izolált rendszer
Az izolált rendszer a fizikában egy olyan feltételezett rendszer, ami teljesen el van szigetelve a környezetétől, ezért vizsgálatakor a külső tényezők elhanyagolhatóak.
A környezetével sem anyagot, sem energiát nem cserélő rendszert izolált rendszernek szokás nevezni. A zárt rendszer anyagot nem cserél a környezetével. A rendszer nyitott, ha anyagot és energiát is cserélhet a környezetével.
A fizikában leginkább a termodinamikában és a kvantummechanikában van jelentősége, de általában is fontos, a megmaradási tételek alapfeltétele.